# Breonia sphaerantha
Breonia sphaerantha är en måreväxtart som först beskrevs av Henri Ernest Baillon, och fick sitt nu gällande namn av Anne-Marie Homolle och Colin Ernest Ridsdale. Breonia sphaerantha ingår i släktet Breonia och familjen måreväxter. Inga underarter finns listade i Catalogue of Life.